# Fliegerstaffel 21

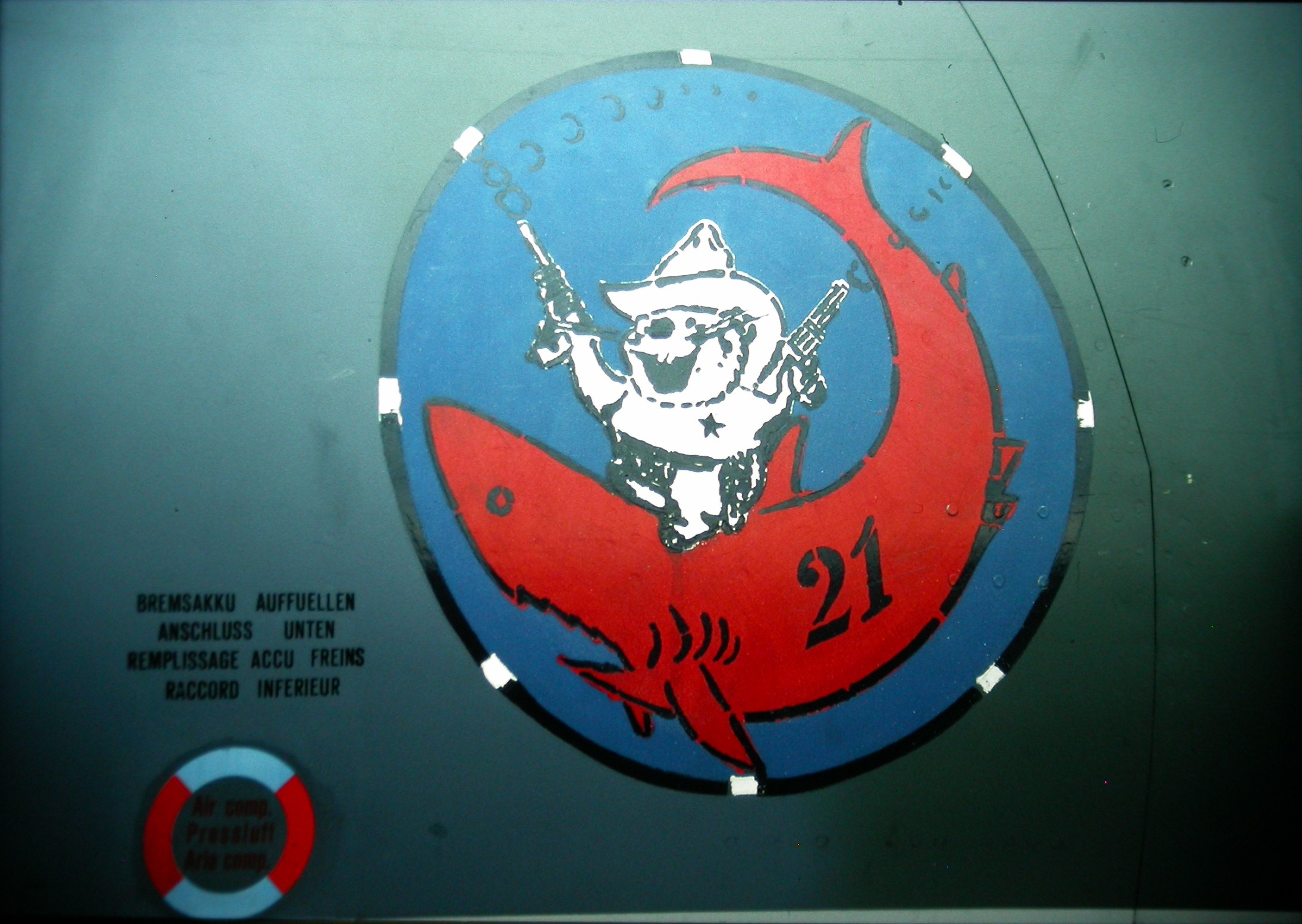
Staffelemblem der Fliegerstaffel 21

Die Fliegerstaffel 21 war eine zuletzt mit Hawker Hunter Kampfflugzeugen ausgerüstete Fliegerstaffel der Schweizer Luftwaffe. Ihre Kriegsbasis wäre zum Zeitpunkt der Auflösung der Staffel der Militärflugplatz Raron gewesen.

## Geschichte

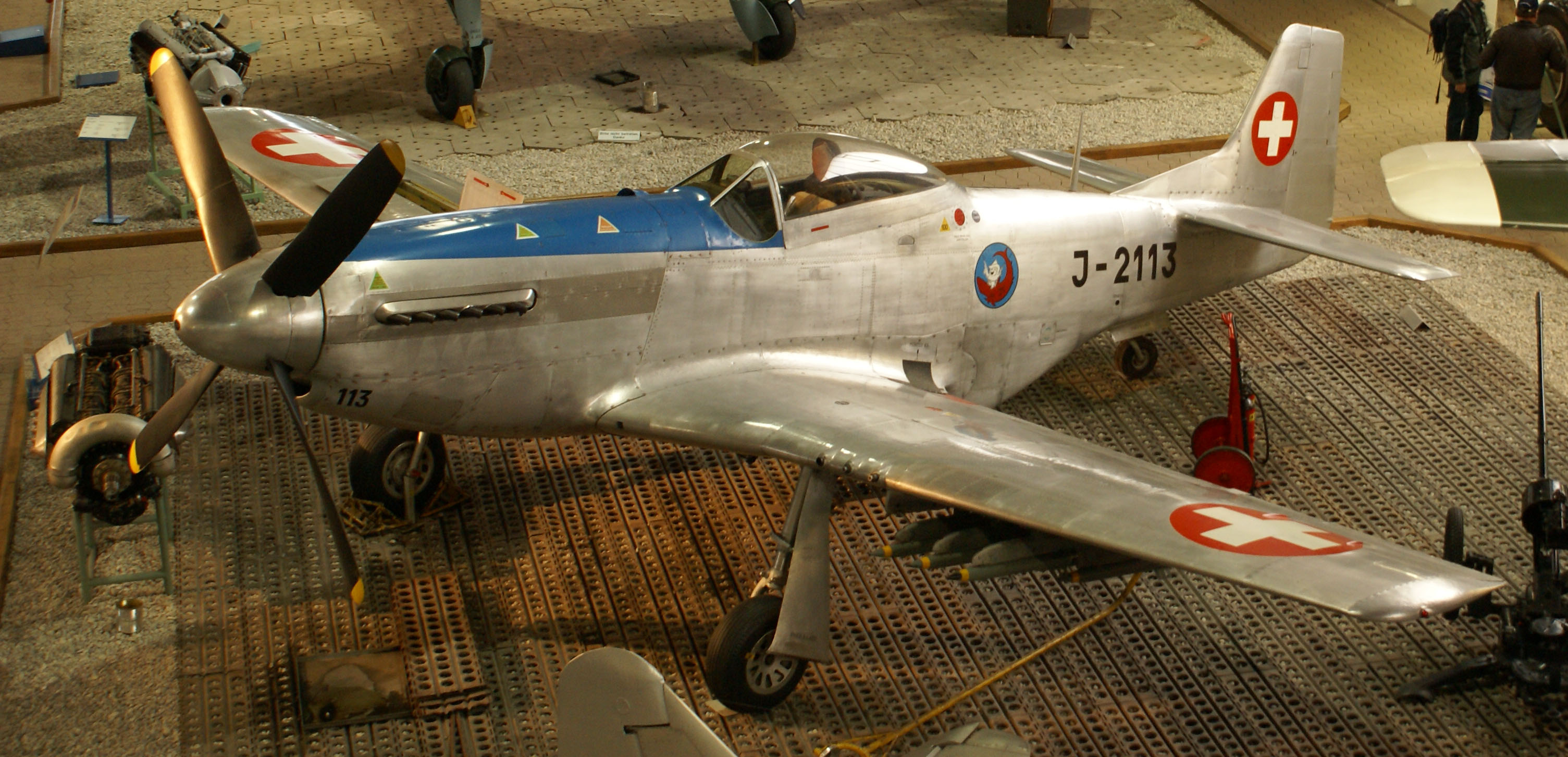
P-51 Mustang J-2113 mit dem Staffelemblem der Fliegerstaffel 21

Die Gründung erfolgte 1936 unter der Bezeichnung Fliegerkompanie 21, von der Gründung bis 1938 wurden Flugzeuge vom Typ Dewoitine D-27 verwendet. Von 1939 bis 1945 verwendete die Fliegerkompanie Messerschmitt Me 109 E, die Heimatbasis war der Militärflugplatz Dübendorf. Während des Krieges war die FlKp21 auch in Buochs (1942) und Payerne (1943) stationiert. 1945 oder 1946 erfolgte die Umbenennung in Fliegerstaffel 21. Von 1945 bis 1948 kam bei der Fliegerstaffel 21 die Morane D-3801 zum Einsatz. Danach folgte von 1948 bis 1958 die P-51 Mustang. Der Übergang auf die ersten Strahlflugzeuge der Fliegerstaffel 21, die De Havilland DH.100 Vampire erfolgte aber schon 1956. Die Vampire blieb bis 1957 bei der Staffel und wurde dann durch die De Havilland DH.112 Venom Mk.4 ersetzt. Die De Havilland DH.112 Mk 4 Venom war bis 1960 bei der Fliegerstaffel 21. Bereits 1959 wurde der Militärflugplatz Buochs die neue Kriegsbasis und auch 1959 begann bei der Fliegerstaffel 21 die Einführung des Hawker Hunter. 1968 wurde Turtmann neuer Einsatzflugplatz der Staffel 21. 1982 wechselte die Staffel erneut und der Militärflugplatz Raron wurde nun der neue Kriegsstandort und blieb dies, bis die Fliegerstaffel 21 am 15. Oktober 1993 ihren letzten Flug durchführte. Die Fliegerstaffel 21 war zu diesem Zeitpunkt vor ihrer Auflösung ein Kampfverband der Luftwaffenbrigade 31.
Bei den Fliegerstaffeln gibt es nach der Fliegerstaffel 21 eine Lücke. Die Schweizer Luftwaffe hatte 22 Fliegerstaffeln, jedoch gab es die Fliegerstaffel 22 und die Fliegerstaffel 23 nie. Die 22. Staffel trug die Bezeichnung Fliegerstaffel 24. So sollte die Schweizer Luftwaffe während des Zweiten Weltkrieges grösser erscheinen als sie war.

### Staffelemblem
Die Fliegerstaffel 21 trug ab 1954 als Wappen einen weissen Hamster, der einen Cowboyhut und ein Pistolenhalfter mit Patronen trägt und mit zwei Pistolen in die Luft feuert während er auf einem roten Haifisch reitet. Auf dem Hai prangt die Schwarze Ziffer 21.
Die Staffel hatte im Zweiten Weltkrieg und in dessen Folgezeit ihren Flugzeugen (Bf 106, Mustang) Haifischmäuler aufgemalt. Auf der Mustang kam es im Jahr 1954 zur ersten Darstellung des Emblems mit dem Hamster Max des Künstlers Luigi Pericle Giovannetti, welcher mit dem Staffelkommandanten bekannt war und die Aufgabe der Gestaltung eines Abzeichens übernommen hatte.

## Eingesetzte Flugzeuge

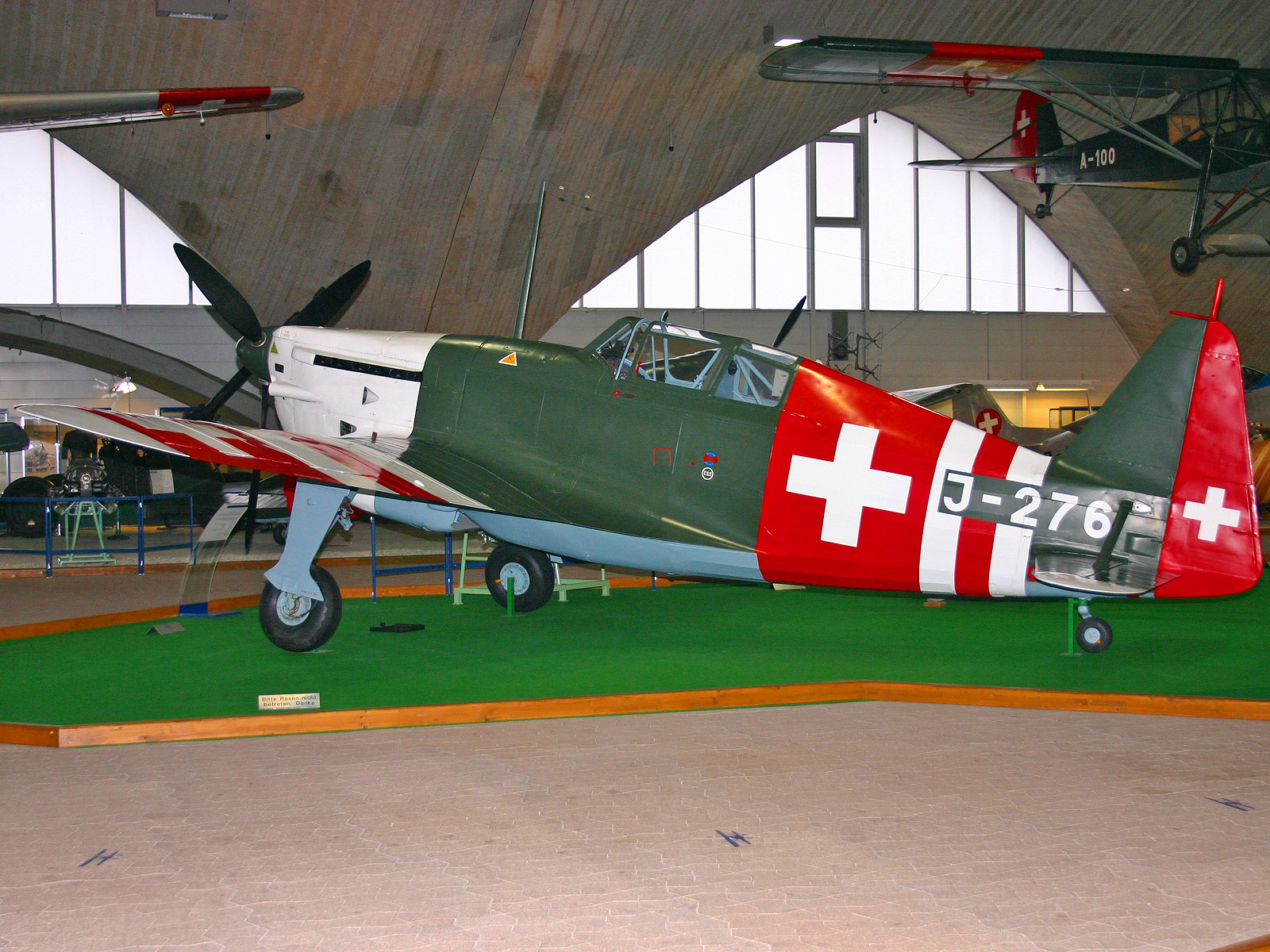
Morane D-3801
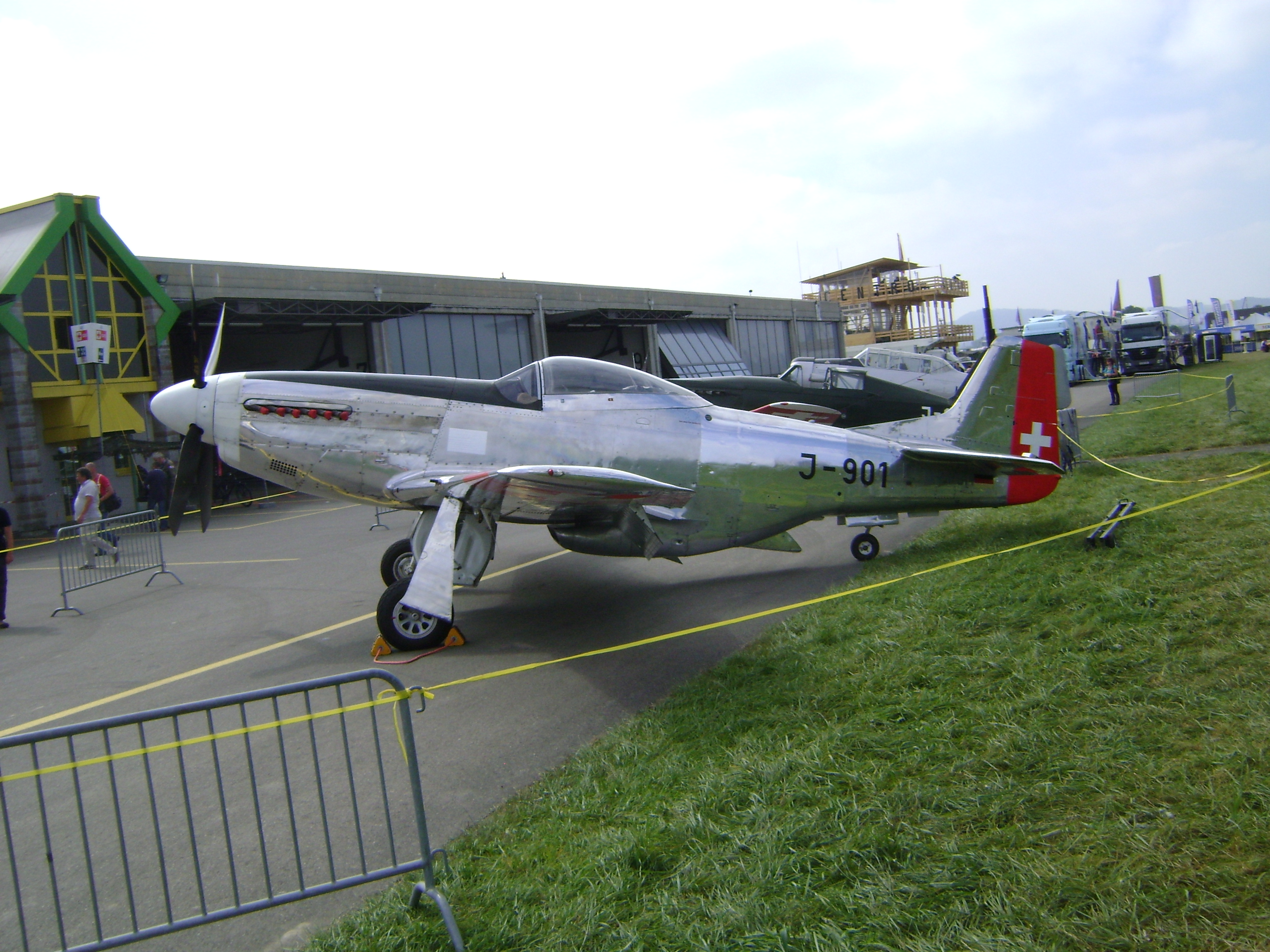
P-51 Mustang
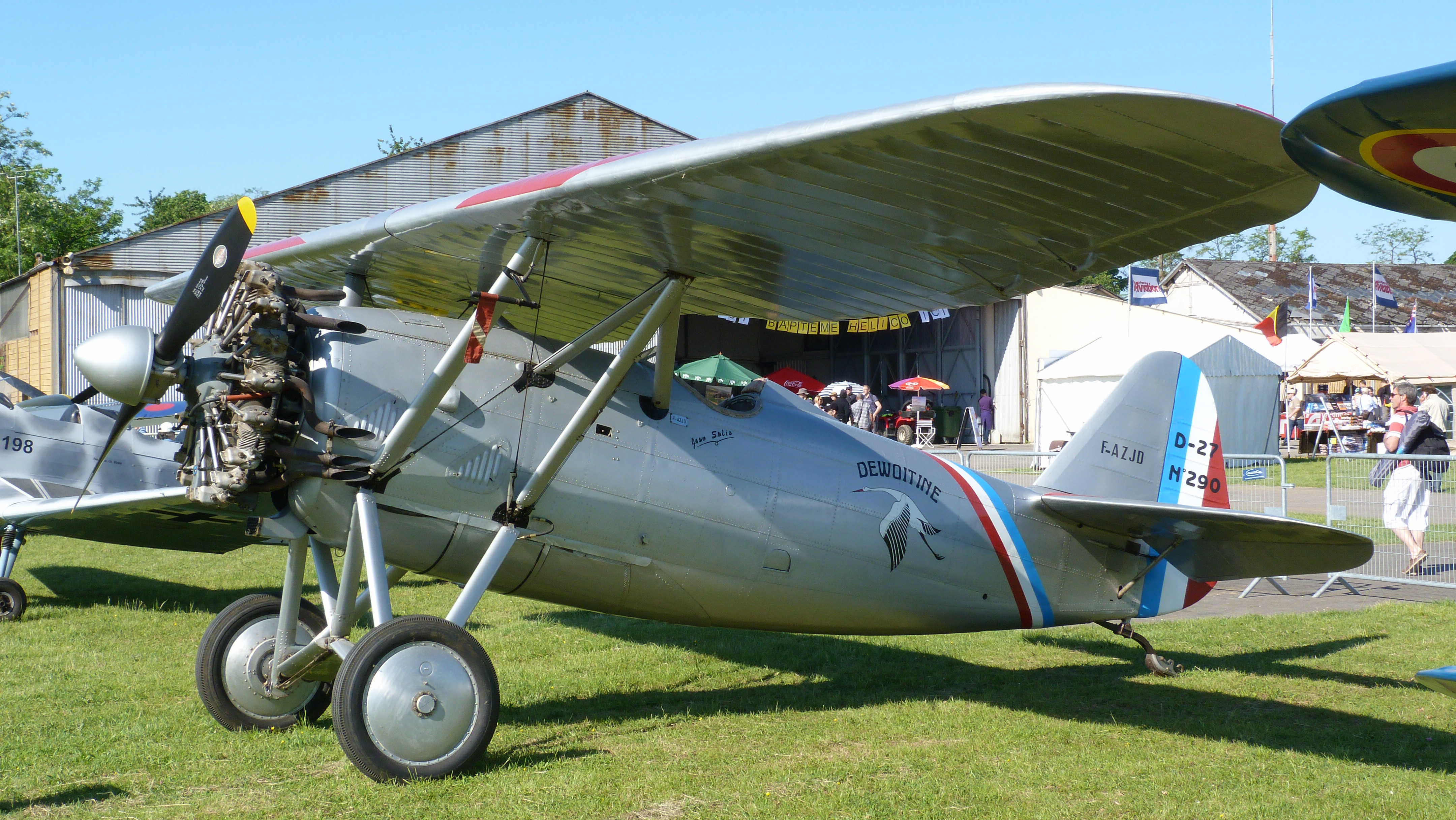
Dewoitine D-27
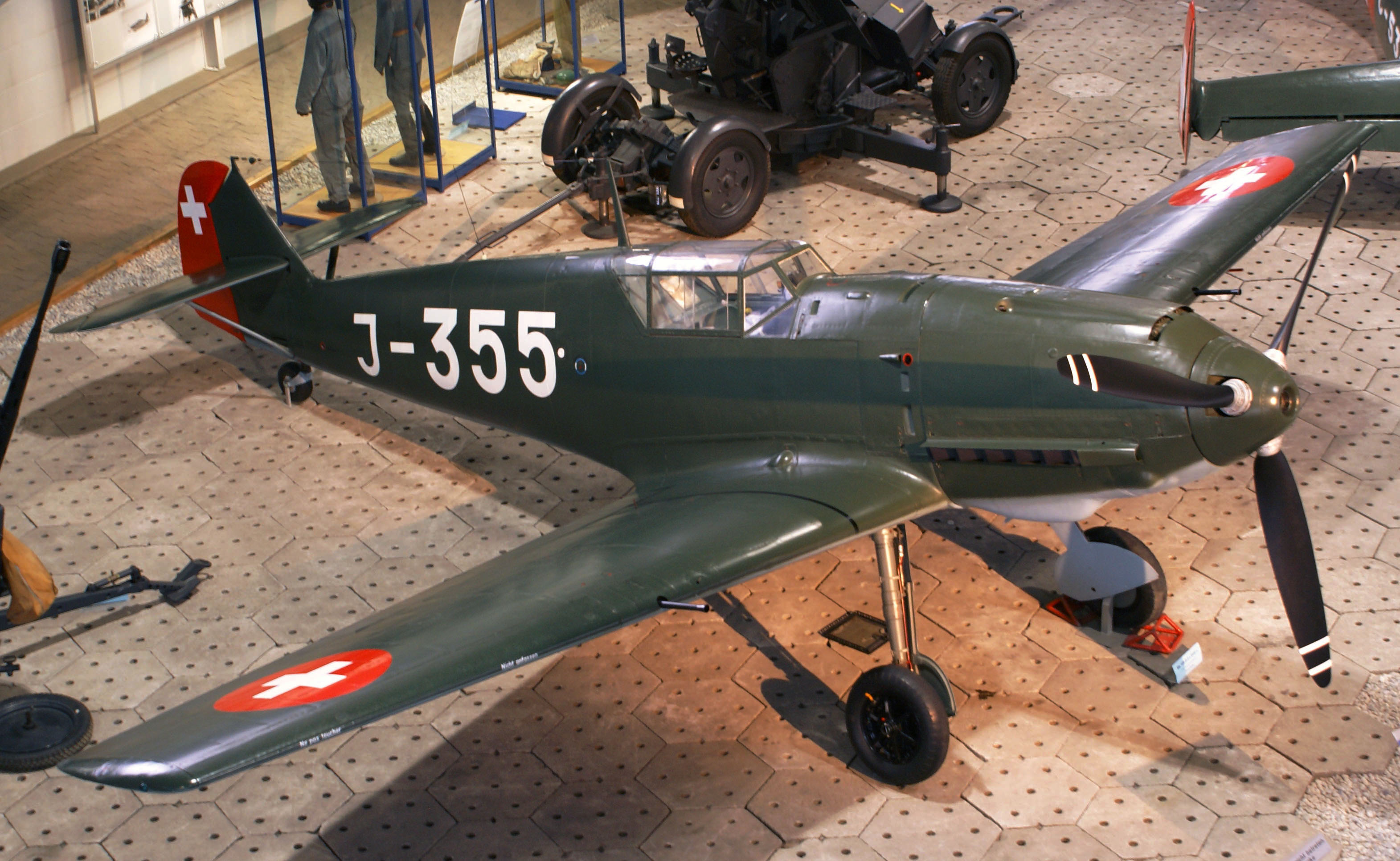
Messerschmitt Bf 109
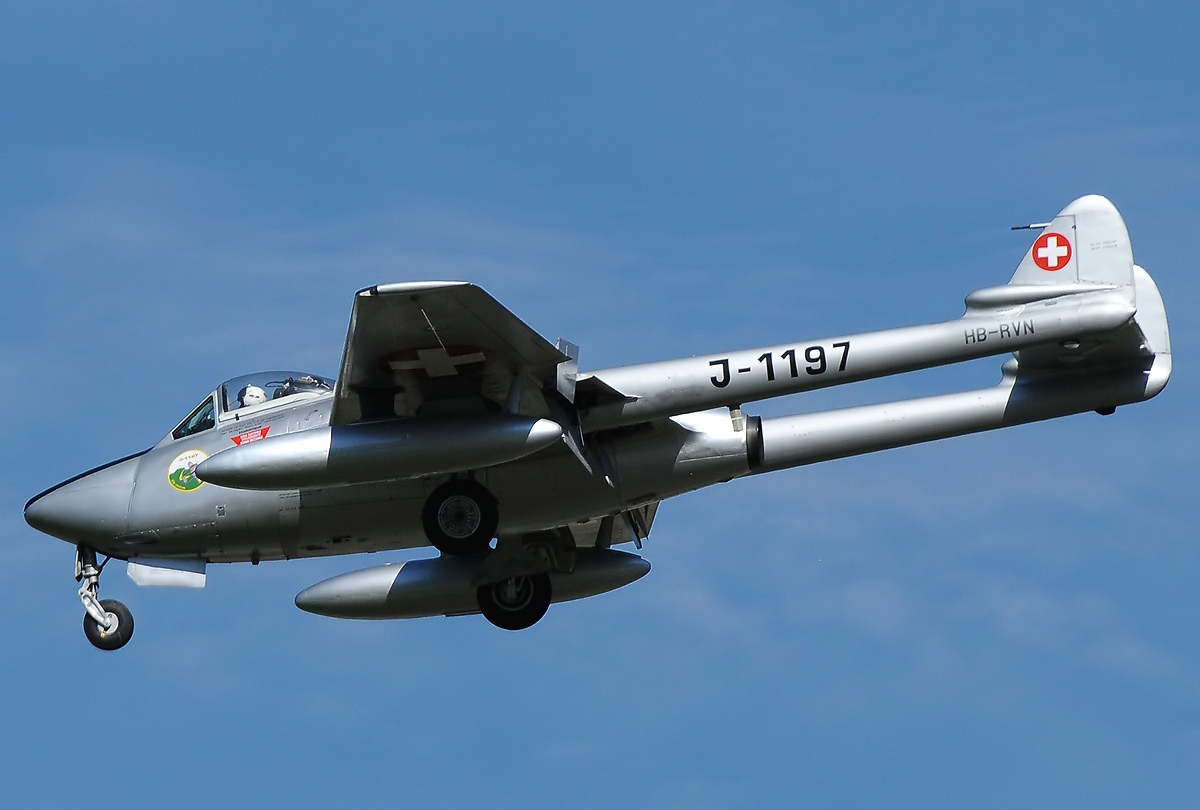
de Havilland DH.100 Vampire
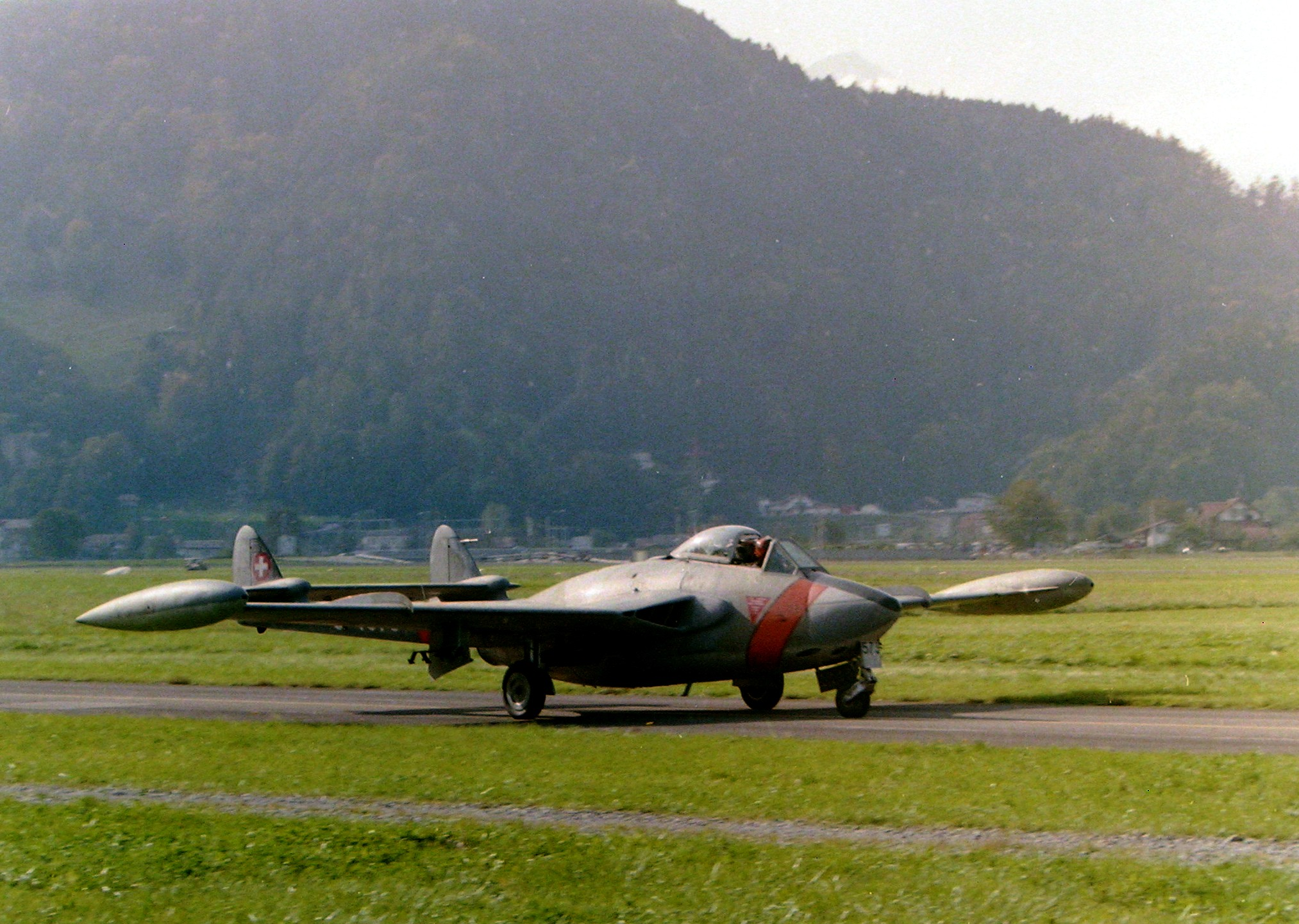
de Havilland DH.112 Venom
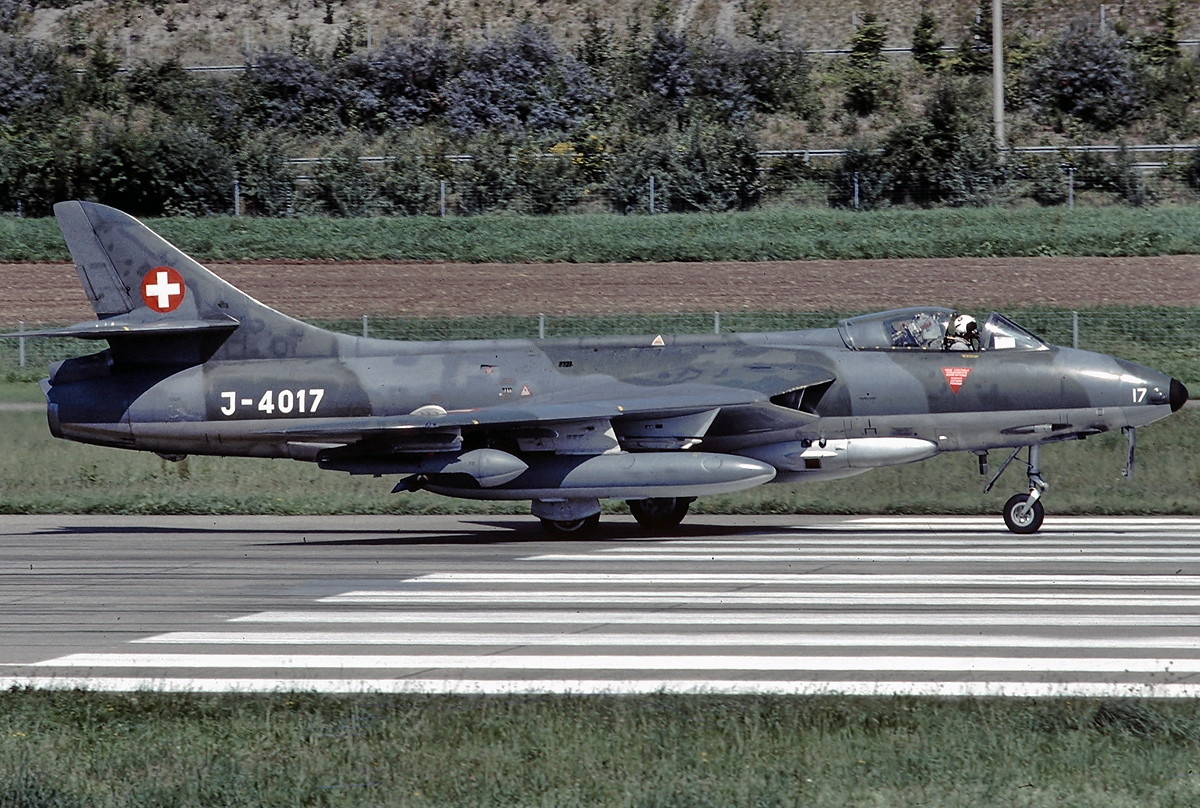
Hawker Hunter